# Palad-Komarivți, Ujhorod
Palad-Komarivți (în ucraineană Паладь-Комарівці) este localitatea de reședință a comunei Palad-Komarivți din raionul Ujhorod, regiunea Transcarpatia, Ucraina.

## Demografie
Componența lingvistică a localității Palad-Komarivți
     Maghiară (88,25%)
     Ucraineană (11,75%)
Conform recensământului din 2001, majoritatea populației localității Palad-Komarivți era vorbitoare de maghiară (88,25%), existând în minoritate și vorbitori de ucraineană (11,75%).